# Kharkada
Kharkada (en népalais : खर्कडा) est un comité de développement villageois du Népal situé dans le district de Darchula. Au recensement de 2011, il comptait 2 977 habitants.